# John Dalling
John Dalling (né vers 1731 et mort le 16 janvier 1798), 1er baronnet, de Burwood, est un général et un administrateur colonial britannique.
Dalling est notamment gouverneur de Jamaïque de 1777 à 1782 pendant la Guerre d'indépendance des États-Unis, puis commandant en chef du Fort St. George à Chennai de 1784 à 1786.